# Балтазар II фон Траутзон
Балтазар II фон Траутзон (на немски: Balthasar von Trautson; * сл. 1531; † 1594, Роверето) от род Траутзон, е фрайхер на Шпрехенщайн в Тирол и Долна Австрия, главен щал-майстер на Ана Катерина Гонзага (1566 – 1621).

## Живот
Той е големият син на влиятелния фрайхер Йохан III фон Траутзон (1507 – 1589), господар на Фалкенщайн, и съпругата му Бригида ди Мадруцо († 1576), малка сестра на кардинал Кристофоро Мадруцо (1512 – 1578), дъщеря на Джиангауденц ди Мадруцо († 1550) и Еуфемия фон Шпаренберг († 1571). Братята му са Йохан IV фон Траутзон († 1566) и Паул Сикст III фон Траутзон († 1621) от 1598 г. имперски граф на Фалкенщайн.
Балтазар е господар на Шрофенщайн, Фалкенщайн, Матрай, Райфенек, Распенбюхел, Гуфидаун, Виландерс, Ритен, Ен и Калдиф, имперски частен съветник и капитан на Роверето. През 1554 г. той става дворцов-майстер на крал (бъдещия император) Фердинанд I в Инсбрук.
През август 1555 г. в Аугсбург Балтазар се жени за Сузана Фугер, която има огромна зестра от 30 000 рейнски гулдена.
През 1579 г. Балтазар става главен щал-майстер на инфанта Мария Испанска, ерцхерцогиня на Австрия, вдовицата на император Максимилиан II. През 1582 г. той придружава Ана Катерина Гонзага от Мантуа до Австрия за нейната женитба с втория син на Максимилиан, австрийския ерцхерцог Фердинанд II, княз на Тирол, и става неин дворцов майстер.
Балтазар II умира на ок. 58 години 1594 г. в Роверето. На 1 февруари 1598 г. Рудолф II издига Фалкенщайн на графство и фамилията Траутзон и наследниците ѝ на имперски графове.

## Фамилия
Първи брак: през 1555 г. в Аугсбург със Сузана Фугер фон Кирхберг-Вайсенхорн (* 28 февруари 1539; † 18 ноември 1588), дъщеря на граф Антон Фугер (1493 – 1560) и Анна Релингер фон Боргау (1511 – 1548). Те имат десет деца:
- Сузана Анастасия Траутзон, омъжена на 22 юни 1573 г. в Хорн за Кристоф фон Пуххайм, Раабс, Крумбах и Киршлаг († 7 юли 1615, Пасау)
- Мария Сузана Траутзон († сл. 6 април 1615), омъжена на 4 октомври 1579 г. във Виена за Лудвиг Гомец фон Хойос, фрайхер на Щихзенщайн († 19 ноември 1600, Виена, погребан в църквата Гутенщайн), син на фрайхер Йохан Баптист фон Хойос цу Щихзенщайн (1506 – 1575) и фрайин Юдит Елизабет фон Унгнад цу Зонег († 1572)
- Елизабет Траутзон († 4 април 1603, Виена, погребана в манастирската църква „Св. Доротея“), омъжена сл. 8 март 1572 г. за фрайхер Карл фон Херберщайн цу Нойбург и Гутенхаг (* 28 май 1558; † 4 ноември 1590, Виена, погребан в „Св. Доротея“), син на фрайхер Георг II фон Херберщайн (1529 – 1586) и Барбара Шиндел фон Дромсдорф († ок. 1575)
- Антон Траутзон, от 1599 г. имперски граф на Фалкенщайн, фрайхер на Щихзенщайн, императорски съветник, женен на 18 октомври 1587 г. в Зайфридсберг за Мария Филингер, дъщеря на фрайхер Якоб Филингер цу Шьоненберг и Зайфридсберг († сл. 1597) и Сидония Изабела Фугер фон Кирхберг (1543 – 1601); имат пет деца
- Сикст Траутзон († млад)
- Фердинанд Траутзон († сл. 6 април 1615)
- Бригита Бенигна Траутзон († 1610), омъжена 1599 г. за фрайхер Максимилиан Хендл цу Голдрайн и Кастелбел-Шландерс († 1636)
- Анна Мария Траутзон († 17 март 1602), омъжена 1589 г. за граф Маркус Зитих фон Волкенщайн (* 11 май 1563; † 1620), син на Вилхелм II фон Волкенщайн-Тростбург (1509 – 1577) и Бенигна фон Аненберг
- Йохан Траутзон († ок. 21 юли 1597/29 юни 1599), фрайхер на Шпрехенщайн, женен през октомври 1593 г. за Сидония фон Волкенщайн (* 1575), дъщеря на Каспар фон Волкенщайн (1529 – 1605) и Елизабет Ланг фон Веленбург († 1590)
- Елеонора Траутзон

Втори брак: с фрайин Мария Сидония фон Велшперг († 17 януари 1646, Залцбург), дъщеря на фрайхер Кристоф IV Зигмунд фон Велшперг-Лангенщайн-Примьор (1528 – 1580) и фрайин Ева Доротея Луция фон Фирмиан (ок. 1534 – 1585). Те нямат деца. След смъртта на баща ѝ тя става през 1589 г. главен маршал на Тирол и се омъжва втори път през 1599 г. за граф Ханс Рудолф фон Райтенау цу Гмюнд и Лангенщайн († 3 май 1633, Гмюнд), който е брат на Волф Дитрих фон Райтенау, княжески архиепископ на Залцбург (1587 – 1612).